# Haukur Þrastarson
Haukur Þrastarson (* 14. April 2001 in Selfoss) ist ein isländischer Handballspieler, der auf der Position Rückraum Mitte eingesetzt wird. Er spielt seit der Saison 2025/26 für die Rhein-Neckar Löwen in der Bundesliga und ist isländischer Nationalspieler.

## Karriere

### Im Verein
Haukur Þrastarson (alternative Schreibweise: Haukur Thrastarson) wuchs in einer Handballfamilie auf und begann mit dem Handballspielen beim UMF Selfoss. Sein bedeutendster Titel in den Jugendmannschaften war die isländische Meisterschaft im B-Jugendalter (in Island: 4. flokkur) in der Saison 2016/17. Ebenfalls im Jahr 2016 debütierte er als 15-jähriger in der ersten Liga Islands und erzielte bereits im zweiten Spiel sein erstes Tor bei den Männern.
In den folgenden Saisons etablierte er sich im Erstligateam als Spielmacher auf Rückraum Mitte und wurde in den Jahren 2018 und 2019 als bester Nachwuchsspieler Islands ausgezeichnet. In der Saison 2018/19 wurde UMF Selfoss zum ersten und bisher einzigen Mal isländischer Meister. Þrastarson warf in dieser Saison 153 Tore, davon alleine 55 Tore in den neun Playoff-Spielen. In seiner letzten Saison 2019/20 in Island war er mit 191 Toren erfolgreichster Torschütze des Selfosser Teams.
2020 wechselte er nach Polen zu Łomża Vive Kielce. Im Juli 2020 noch vor Saisonbeginn brach er sich den Mittelfuß, trotzdem verlängerte Kielce unmittelbar danach seinen Dreijahresvertrag auf fünf Jahre bis 2025. Nur wenige Wochen nach seinem Comeback zog er sich im Champions-League-Spiel gegen Elverum einen Kreuzbandriss im linken Knie zu. Mit Kielce gewann er 2021, 2022 und 2023 die polnische Meisterschaft und 2021 den Pokal. Zudem spielte er mit Kielce in der EHF Champions League, wo sie jeweils 2022 und 2023 das Final Four erreichten und im Finale verloren. Anfang Dezember 2022 im Champions-League-Spiel gegen Szeged zog er sich einen weiteren Kreuzbandriss zu, dieses Mal im rechten Knie. Im September 2023 gab er sein Comeback.
Nach dieser Saison löste er seinen Vertrag mit Kielce vorzeitig auf und schloss sich im Sommer 2024 dem rumänischen Erstligisten Dinamo Bukarest an. Mit Bukarest gewann er 2025 die rumänische Meisterschaft, den rumänischen Pokal und erreichte in der Champions-League die Playoff-Spiele gegen den späteren Sieger SC Magdeburg.
Zur Saison 2025/26 unterschrieb er einen Vertrag beim deutschen Bundesligisten Rhein-Neckar Löwen.

### In Auswahlmannschaften
Mit der Jugend-Nationalmannschaft nahm er 2017 am Europäischen Olympischen Jugendfestival teil, wo das Team den 8. Platz belegte. Weiter stand er im Kader für die U18-Europameisterschaft 2018 und gewann dort die Silber-Medaille. Haukur Þrastarson warf in diesem Turnier 47 Tore (Platz 3 in der Torjägerliste), darunter 10 Tore im Halbfinale gegen Gastgeber Kroatien und wurde zum besten Spieler (MVP) der EM gewählt. Bei der U19-Weltmeisterschaft 2019 belegte er mit Island den 8. Platz.
Mit der A-Nationalmannschaft hatte er bei der Weltmeisterschaft 2019 seinen ersten Einsatz bei einem großen Turnier, als er für den verletzten Aron Pálmarsson nachnominiert wurde. Zu diesem Zeitpunkt war er mit 17 Jahren der jüngste Nationalspieler Islands, der bei einem großen Turnier ein Tor erzielte. 2020 nahm er an der Europameisterschaft teil und belegte mit Island den 11. Platz. Bei der Europameisterschaft 2024 belegte er mit Island den 10. Platz. Bei der Weltmeisterschaft 2025 warf er drei Tore in vier Spielen und belegte mit dem Team den 9. Platz.

## Privates
„Meine älteren Geschwister haben Handball gespielt, da war es nie wirklich eine Frage, ob ich anfangen würde, sondern nur eine Frage des Zeitpunkts.“ sagte Þrastarson über seinen Einstieg in den Handballsport. Sein Bruder war Spieler und Trainer bei UMF Selfoss und ist dort 2025 sportlicher Leiter der Handballabteilung. Am erfolgreichsten neben Haukur ist seine Schwester Hrafnhildur Hanna Þrastardóttir, die viele Jahre in der isländischen Nationalmannschaft spielte und auch bereits im Ausland aktiv war. Die zweite Schwester Hulda Dís Þrastardóttir war und ist mit Ausnahme von zwei Saisons beim Heimatverein UMF Selfoss aktiv. Zu seinen vielen weiteren Verwandten im Handballsport gehört auch sein Cousin und Mitspieler aus der Meistermannschaft 2019 Elvar Örn Jónsson. Der Vorname Haukur bedeutet auf Deutsch Habicht.

## Erfolge und Auszeichnungen
- Isländischer Jugendmeister 2017 mit UMF Selfoss in der 4. flokkur (entspricht B-Jugend)
- Vielversprechendster Spieler Islands 2018 und 2019
- Silbermedaille bei der U18-Europameisterschaft 2018 mit der isländischen Jugendnationalmannschaft
- Bester Spieler (MVP) bei der U18-Europameisterschaft 2018
- Isländischer Meister 2019 mit UMF Selfoss
- Polnischer Meister 2021, 2022 und 2023 mit KS Kielce
- Polnischer Pokalsieger 2021 mit KS Kielce
- Zweiter Platz in der Champions League 2022 und 2023 mit KS Kielce
- Rumänischer Meister und Pokalsieger 2025 mit Dinamo Bukarest